# Фердинанд Андре Фуке
Фердинанд Андре Фуке (фр. Fouqué Ferdinand André, 21 червня 1828, Мортен — 7 березня 1904, Париж) — французький геолог і мінералог, професор природознавства і неорганічної хімії Колеж де Франс (з 1877), член Французької Академі наук (з 1881).
Першим запровадив сучасні методи петрографії у Франції. Наприкінці 1880-х Вернадський В. І. стажувався у Фуке.